# Lev Sargsyan
Lev Sargsyan (né le 12 octobre 1996) est un plongeur arménien.

Il remporte le 10 m synchronisé avec Vladimir Harutyunyan, la première médaille de son pays lors des Championnats d’Europe de natation. 